# 秋木荘駅
秋木荘駅（しゅうぼくそうえき）は中華人民共和国遼寧省丹東市鳳城市にある、中国鉄路総公司（CR）瀋丹線の駅。瀋陽駅から183km、丹東駅から87kmの位置にある。瀋陽鉄道局所属の駅に設定されている。

## 駅周辺
- 金家河

## 隣の駅
中国国鉄
瀋丹線
劉家河駅 - 秋木荘駅 - 鶏冠山駅